# Rue Gounod (Paris)
Pour les articles homonymes, voir Rue Gounod.
La rue Gounod est une voie du 17e arrondissement de Paris, en France.

## Situation et accès
La rue Gounod est une voie publique située dans le 17e arrondissement de Paris. Elle débute au 121, avenue de Wagram et se termine au 79, rue de Prony.

## Origine du nom

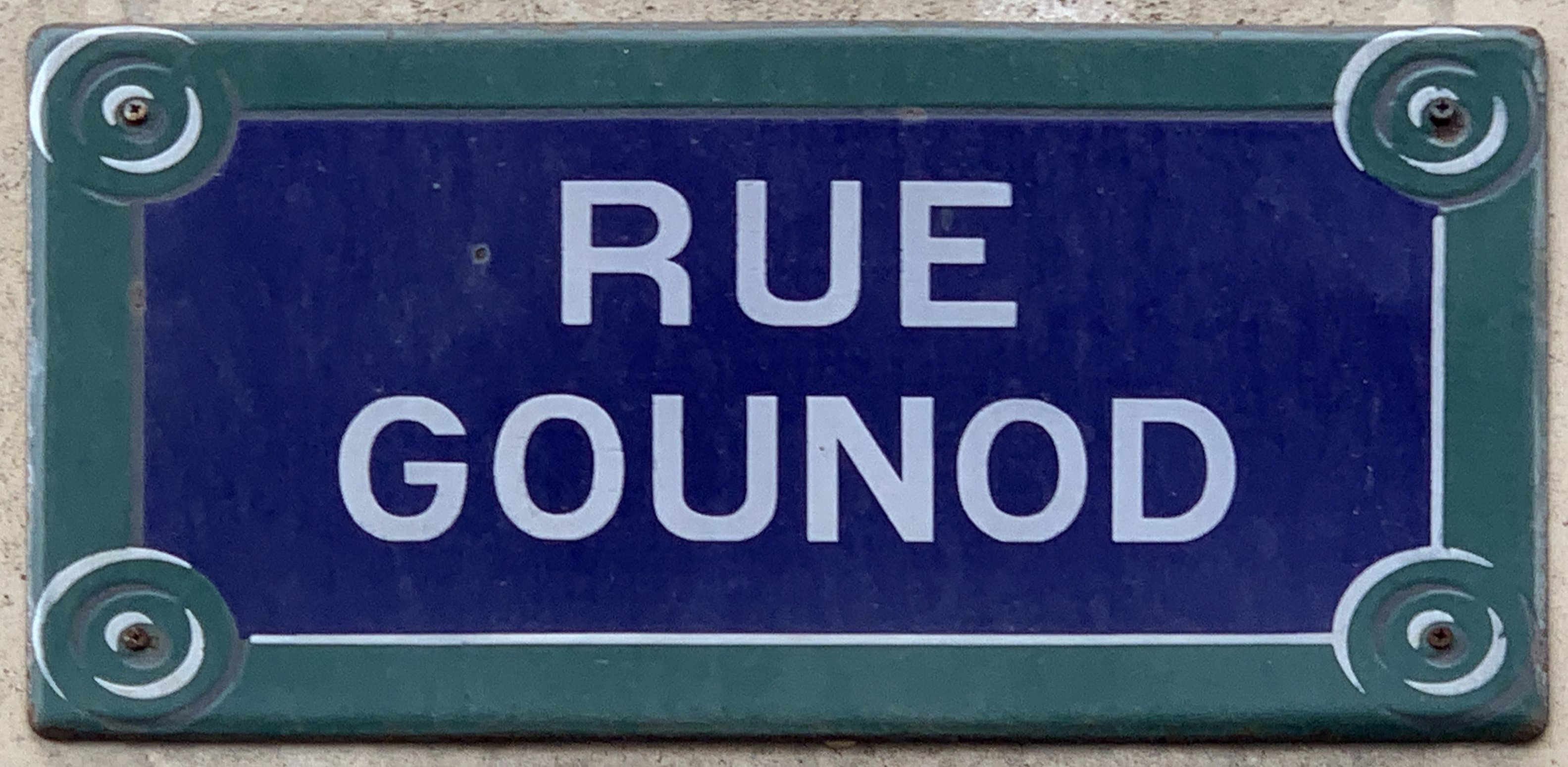
Plaque de la rue.

Cette rue porte le nom du compositeur français Charles Gounod (1818-1893),.

## Historique
Cette voie, ouverte en 1881, a reçu son nom actuel par un arrêté du 28 décembre 1894.